# Nataša Pirc Musar
Nataša Pirc Musar (Lubiana, 29 maggio 1968) è una politica, avvocata e giornalista slovena, nel novembre 2022 è stata eletta Presidente della Repubblica Slovena, incarico che ha assunto dal 22 dicembre successivo.

## Biografia
Ha studiato giurisprudenza presso la Facoltà di Giurisprudenza dell'Università di Lubiana nel 1992. Nel 1997 ha superato l'esame di avvocato e in seguito ha ottenuto un lavoro presso Television Slovenia, dove ha lavorato per sei anni come giornalista e conduttrice del telegiornale. Poi, per cinque anni, è stata la presentatrice del telegiornale su 24UR sulla televisione commerciale POP TV.
Ha poi proseguito gli studi per due semestri presso la Salford University di Manchester, durante i quali ha svolto stage presso BBC, Granada TV, Sky News, Reuters TV e Border TV.
Nel 2001 è diventata capo del dipartimento di comunicazione aziendale presso la società Aktiva Group, dove lavorava suo marito Aleš Musar.
Dal 2004 al 2014 è stata commissaria per l’accesso all’Informazione.
Nel 2015 ha conseguito un dottorato di ricerca presso la Facoltà di Giurisprudenza dell'Università di Vienna, redigendo una tesi sul giusto equilibrio tra diritto alla privacy e libertà di informazione.
È stata presidente della Croce Rossa della Slovenia dal 2015 al 2016.

### Presidente della Repubblica Slovena
Si è candidata come indipendente di area progressista alle elezioni presidenziali in Slovenia del 2022, dove ha ottenuto 234 361 preferenze, pari al 26,88% dei voti espressi, che le hanno consentito di sfidare al ballottaggio il conservatore Anže Logar. In campagna elettorale è stata sostenuta dal governo di centrosinistra del primo ministro Robert Golob. Il 14 novembre 2022 ha vinto il ballottaggio con oltre il 53% di preferenze ed è stata eletta Presidente della Repubblica Slovena. È diventata la prima donna della storia ad assumere l'incarico di capo dello stato sloveno.